# Arrondissement d'Asti
L'arrondissement d'Asti est une ancienne subdivision administrative française du département du Tanaro créée en 1802, dans le cadre de la nouvelle organisation administrative mise en place par Napoléon Ier en Italie. Il est rattaché au département de Marengo en 1805 et supprimé en 1814, lors de la chute de l'Empire.

## Historique
À la suite de l'annexion du Piémont à l'Empire le 24 fructidor an 10 (11 septembre 1802), six départements sont créés dont celui du Tanaro, divisé en trois arrondissements dont celui d'Asti.
Après l'annexion de la Ligurie le 6 juin 1805, le Tanaro est partagé entre trois départements et l'arrondissement d'Asti rejoint le département de Marengo.
L'ensemble des unités administratives françaises de l'Italie est officiellement supprimé par le traité de Paris en mai 1814.
L'arrondissement correspond approximativement à l'actuelle province d'Asti, dans le Piémont.

## Composition
L'arrondissement d'Asti comprenait les cantons de :
- Asci
- Canelli
- Castelnovo-d'Asti
- Cocconato
- Costigliole
- Mombercelli
- Montafia
- Montechiaro
- Portacomaro
- Rocca d'Arazzo
- San Damiano
- Tigliole
- Villanova-d'Asti[2].